# Héribert d'Eichstätt
Héribert (mort le 24 juillet 1042 à Freising ou ses environs) est évêque d'Eichstätt de 1022 à sa mort.

## Biographie
Héribert et son frère Gezemann viennent probablement de la famille très aristocratique des Conradiens et ont pour oncles l'évêque Henri de Wurtzbourg et l'archevêque Héribert de Cologne. La relation avec l'abbé Williram d'Ebersberg (de) est également connue. Contrairement à ce qu'affirment des sources anciennes, ils ne font pas partie de la maison de Rothenburg (de).
En compagnie de son frère, il va à l’école de la cathédrale de Wurtzbourg, où il est également chanoine. Le neveu de l'évêque est un poète d'hymnes doué qui lui font un nom au-delà du Main et conservés dans de nombreux manuscrits.
L'empereur Henri II s'appuie sur lui, apparemment comme un contrepoids à la violence ducale en Bavière et en Souabe. Avec Henri II et son successeur Conrad II, une relation étroite se noue avec le diocèse d'Eichstätt. Héribert est dans la suite du roi lors de plusieurs voyages dans l'empire.
Fier de l'éducation donnée à Wurtzbourg, Héribert ne pense pas beaucoup au système éducatif d'Eichstätt; quand il tente de récupérer l'écolâtre de Wurtzbourg Gunderam, Wurtzbourg intervient pour l'en empêcher. Il réduit le chapitre de la cathédrale de 70 à 50 chanoines et fait des chanoines surnuméraires des prêtres. Il n'est pas satisfait des conditions structurelles de sa ville épiscopale. Il fait tout démolir et reconstruire son palais, les maisons des chanoines et l'église Notre-Dame. Il fait construire comme nouveaux bâtiments : un monastère sur la colline du château et une chapelle Saint-Bartholomé. La petite église Sainte-Croix fait place à l'abbaye Sainte-Walburge (de). Il renouvelle l'enceinte de la ville. Ainsi Héribert fait d'Eichstätt sur le plan architectural un des plus importants sièges épiscopaux de son temps.
Il aurait même prévu un transfert de l'épiscopat. Alors que l'interprétation plus ancienne du nom "Nuenburhens" laisse penser à Nuremberg, pour les recherches récentes, le futur site de Neubourg-sur-le-Danube semble plausible ; il souhaite même y déposer les os du fondateur du diocèse, Willibald. Cependant Henri III ou le diocèse d'Augsbourg s'y opposent.
L'anonyme de Herrieden (de) rapporte dans sa chronique épiscopale d'Eichstätt (vers 1075) que Héribert meurt en revenant de la cour impériale à Freising ou à proximité. Il est enterré par Nitker (de), évêque de Freising, qui l'avait accompagne dans le diocèse de Freising.